# کارول اسپینی
کارول ادوین اسپینی (انگلیسی: Caroll Edwin Spinney؛ ۲۶ دسامبر ۱۹۳۳ – ۸ دسامبر ۲۰۱۹) یک عروسک‌گردان، کارتونیست، هنرپیشه، نویسنده، کمدین، و صدا پیشه اهل ایالات متحده آمریکا بود. وی بین سال‌های ۱۹۵۵ تا ۲۰۱۸ میلادی فعالیت می‌کرد.

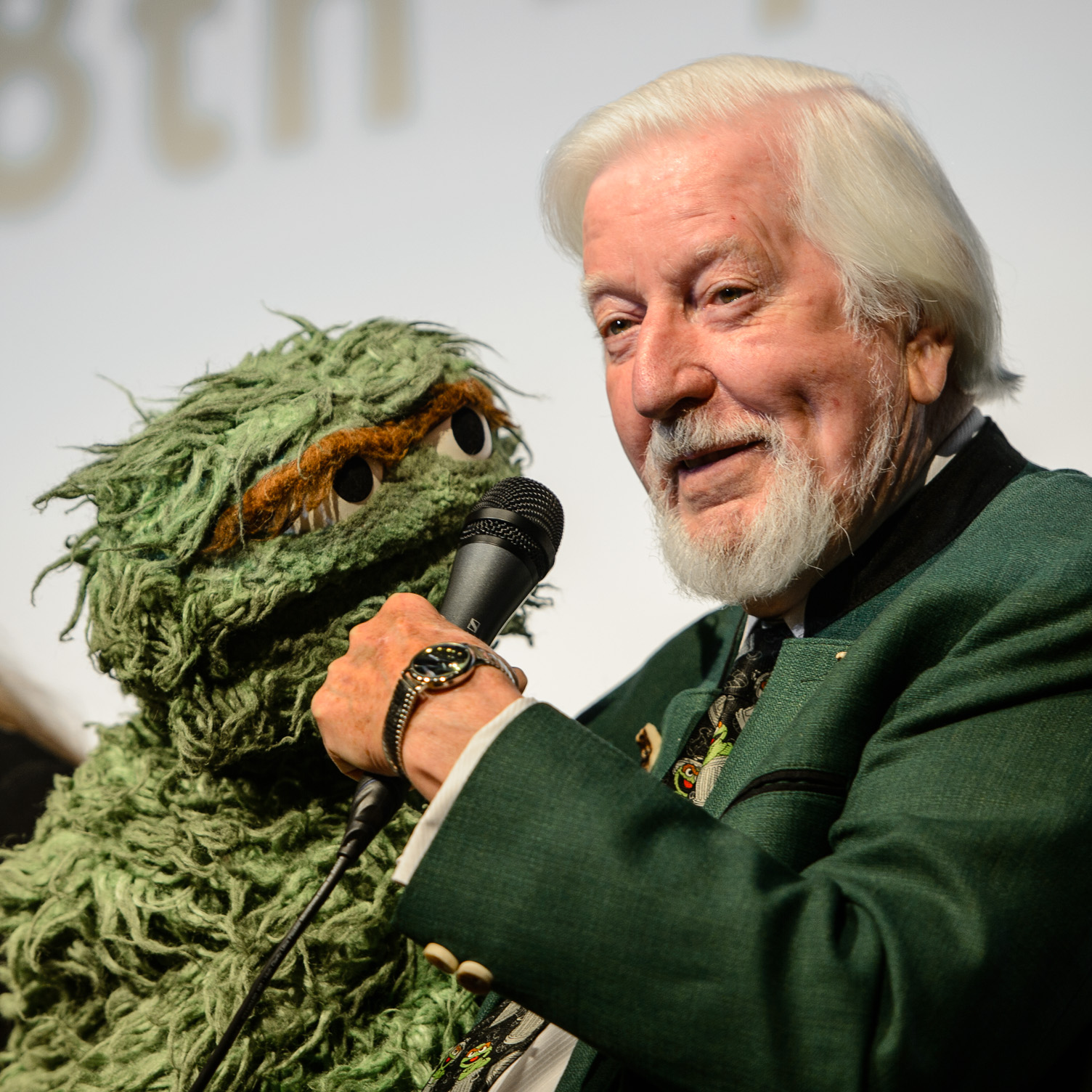
اسپینی با اسکار گروچ، مه ۲۰۱۴

شهرت او به دلیل بازی در پرنده بزرگ (Big Bird) و اسکار گروچ (Oscar the Grouch) در سسمی استریت از زمان آغاز آن در سال ۱۹۶۹ تا سال ۲۰۱۸ بود.
از فیلم‌ها یا برنامه‌های تلویزیونی که وی در آن نقش داشته‌است می‌توان به سسمی استریت، شب در موزه: نبرد اسمیتسونین، فیلم ماپت‌ها، به سوی خانه و درو: مردی پشت پوستر اشاره کرد.
وی همچنین برندهٔ جوایزی همچون جایزه گرمی شده‌است.